# Mitsubishi PS
Mitsubishi PS — автомобильная платформа, выпускавшаяся компанией Mitsubishi Motors с марта 2003 по август 2012 года.

## Описание
Платформа Mitsubishi PS разработана в Северной Америке. Она устанавливалась на автомобили Mitsubishi Endeavor, Mitsubishi Galant и Mitsubishi Eclipse. Автомобили собирались в Нормале.
С 2005 по 2008 год платформа устанавливалась на Mitsubishi 380.